# Бертран VI де Бо
Бертран VI де Бо (фр. Bertrand VI des Baux, ум. 1347) — сеньор де Куртезон с 1331/1332.
Сын Раймонда VI де Бо, сеньора де Куртезон и принца-соправителя Оранского, и Сибиллы д’Андюз.
Большую часть жизни провел в Италии. Маршал княжества Ахейского и главный викарий графств Кефалонии и Лепанто, он получил в 1337 от Екатерины Валуа-Куртене, титулярной императрицы Константинополя, замок Оттомбилис в Ахайе, с доходом в 1066 унций золота. Он исполнял должности в Ахайе до смерти своей покровительницы (1346).
В браке с Маргаритой де Роана имел только дочь Екатерину, которую в 1336 выдал за кузена Бертрана де Бо д’Авеллино (ум. 1375), сеньора Бранта, Плезанса и Каромба, дав в приданое замок Годиссар и его земли, в бальяже Систерон.